# NBFプラチナタワー
NBFプラチナタワー(NBF Platinum Tower)は、東京都港区白金にある、複合施設「白金アエルシティ」における主要な建物のひとつ。超高層ビルであり、オフィスビル機能をもつ。

## 概要
白金一丁目東地区第一種市街地再開発事業により、白金アエルシティに建設された、オフィス棟であり、竣工は2005年（平成17年）11月30日である。
所有者は日本ビルファンド投資法人（NBF)であり、主要テナントはアクサジャパンホールディングやアクサ生命保険などのアクサグループなどで、入居企業の多くが本社を置いている。

## 入居企業
- アクサ・ホールディングス・ジャパン
- アクサ生命保険（登記上の本店）
- アクサダイレクト生命保険（2021年6月30日付で旧本社から移転）
- アクサ・インベストメント・マネージャーズ
- フジテック東京本社（登記上の本店は滋賀県彦根市）
- さくら情報システム
- サクサホールディングス
- コマツカスタマーサポート

## 交通

### 鉄道
- 都営三田線、東京メトロ南北線の白金高輪駅4番出口と直結。
- 都営浅草線、京急本線の泉岳寺駅A3出口から徒歩。
- JR京浜東北線、JR山手線の田町駅三田口から徒歩。

### バス
- 都営バス田87 渋谷駅行／田町駅行で「魚籃坂下」または「白金高輪駅」下車。
- 都営バス反94 五反田駅行または反96 五反田駅行／六本木ヒルズ行で「魚籃坂下｣下車。
- 東急バス東98 等々力操車所行で「魚籃坂下｣下車。
- ちぃばす（港区コミュニティバス） 高輪ルート品川駅方面／三田駅方面 で「魚籃坂下｣下車。

### 道路
- - 首都高速2号目黒線下り：天現寺出口
  - 首都高速都心環状線内・外回り：芝公園出口

## 周辺
- 慶應義塾大学・慶應義塾中等部・慶應義塾女子高等学校・慶應義塾幼稚舎
- 北里大学白金キャンパス・北里研究所病院
- 聖心女子学院初等科・中等科・高等科
- 明治学院大学・明治学院高校白金